# Зеленцы (Хмельницкая область)
Зеленцы (укр. Зеленці) — село в Староконстантиновском районе Хмельницкой области Украины.
Население по переписи 2001 года составляло 363 человек. Почтовый индекс — 31114. Телефонный код — 3854. Код КОАТУУ — 6824289102.

## Местный совет
31115, Хмельницкая обл., Староконстантиновский р-н, с. Губча